# Liste des édifices labellisés « Patrimoine du XXe siècle » de la Drôme
La liste des édifices labellisés « Patrimoine du xxe siècle » de la Drôme recense les édifices ayant reçu le label « Patrimoine du xxe siècle » dans la Drôme en France. Au 27 mai 2013, ils sont au nombre de vingt-et-un dans le département dont onze à Valence.
- Pour les édifices labellisés « Patrimoine du XXe siècle » de la commune de Valence, voir la Liste des édifices labellisés « Patrimoine du XXe siècle » de Valence.

## Liste
| Monument                     | Commune                | Adresse            | Coordonnées                      | Notice         | Protection             | Date         | Illustration               |
| ---------------------------- | ---------------------- | ------------------ | -------------------------------- | -------------- | ---------------------- | ------------ | -------------------------- |
| Chapellerie Mossant          | Bourg-de-Péage         |                    | 45° 02′ 12″ nord, 5° 03′ 23″ est | « PA26000013 » | Inscrit MH (2004)      | 10 mars 2003 | Image manquante Téléverser |
| Bourg                        | La Chapelle-en-Vercors |                    | à géolocaliser                   |                |                        | 10 mars 2003 | Image manquante Téléverser |
| Ferme dite des Aubanneaux    | La Chapelle-en-Vercors |                    | 44° 58′ 33″ nord, 5° 24′ 16″ est |                |                        | 10 mars 2003 | Image manquante Téléverser |
| Pont du Robinet              | Donzère                |                    | 44° 27′ 08″ nord, 4° 41′ 53″ est |                | Inscrit MH (1995)      | 10 mars 2003 | Pont du Robinet            |
| Palais idéal                 | Hauterives             |                    | 45° 15′ 23″ nord, 5° 01′ 42″ est |                | Classé MH (1969)       | 10 mars 2003 | Palais idéal               |
| Tombe du Facteur Cheval      | Hauterives             |                    | 45° 15′ 00″ nord, 5° 01′ 08″ est |                | Classé MH (2011)       | 10 mars 2003 | Tombe du Facteur Cheval    |
| Pont Albert-Caquot           | Pierrelatte            |                    | 44° 22′ 56″ nord, 4° 43′ 42″ est |                |                        | 10 mars 2003 | Pont Albert-Caquot         |
| Cité Jules Nadi              | Romans-sur-Isère       |                    | 45° 02′ 50″ nord, 5° 04′ 19″ est | « EA26141257 » |                        | 10 mars 2003 | Image manquante Téléverser |
| Église Notre-Dame-de-Lourdes | Romans-sur-Isère       |                    | 45° 02′ 46″ nord, 5° 03′ 14″ est |                |                        | 10 mars 2003 | Image manquante Téléverser |
| Silo de Saint-Vallier        | Saint-Vallier          |                    | 45° 10′ 36″ nord, 4° 49′ 07″ est |                |                        | 10 mars 2003 | Image manquante Téléverser |
| Villa Sestier                | Sauzet                 | 102 route de Crest | 44° 36′ 13″ nord, 4° 49′ 15″ est | « PA26000029 » | Inscrit MH · Classé MH | 2012 2016    | Villa Sestier              |

## Source
- [PDF] « Label patrimoine du XXe siècle Région Rhône-Alpes », sur culturecommunication.gouv.fr, 27 mai 2013